# Otto Johan Maydell
Otto Johan Maydell, född 1682 (döpt 5 april) i Reval, död omkring 1740, var en svensk friherre och militär.
Otto Johan Maydell var son till general Georg Johan Maydell den äldre och Hedvig Helena Taube. Han blev volontär vid Tavastehus läns infanteriregemente 1698, fänrik där 1700, sekundlöjtnant där samma år, kapten vid Ingermanländska dragonregementet samma år och kapten vid Tavastehus läns infanteriregemente även detta under år 1700. Maydell deltog i slaget vid Narva 1700, striderna på Ladoga 1702 och slaget vid Systerbäck. År 1705 befordrades han till major, 1706 till överstelöjtnant. Maydell deltog 1710 i försvaret av Reval, befordrades 1711 till överste och var 1711–1712 tillförordnad chef för Österbottens infanteriregemente samt var kommendant i Tavastehus och chef för Tavastehus läns infanteriregemente 1712–1727. Han befordrades 1719 till generalmajor. Sedan han 1727 tagit avsked ur sin svenska tjänst bosatte han sig på sitt gods Kegel i Estland och inträdde 1736 i rysk tjänst som generalmajor vid Ukrainska lantmilisen.